# 타우포호
타우포호((영어: Lake Taupo)는 뉴질랜드 북섬 중앙에 있는 호수이다. 표면적 616 km2로, 뉴질랜드에서 가장 큰 호수이다. 또한 오세아니아에서 파푸아뉴기니의 머레이 호수 다음으로 큰 호수이기도 하다. 주변에 있는 가장 큰 도시는 타우포이다.
타우포 호수는 193 km의 둘레 길이와 186 m의 최고 수심을 가지고 있다. 호수의 물은 뉴질랜드에서 가장 긴 강인 와이카토강으로 흘러들어가며, 주요한 지류로는 와이타하누이강과 통가리로강 그리고 타우랑가타우포강이 있다. 또한 이곳 강에서는 갈색연어와 무지개연어 잡이로 유명하다.

## 개요
타우포호의 실제 이름은 Taupo-nui-a-Tia이고 Tia의 외투라는 뜻이다. Tia라는 옛날 뉴질랜드 원주민인 마오리 족의 부족장이었는데 새로운 땅을 찾기 위해 이 지역을 탐험하다가 호수 근처에 있는 절벽이 자신이 입고 있던 외투와 비슷하다고 해서 붙여진 이름이라고 한다. 여기서 마오리 족의 비를 막는 데 사용하는 이 외투의 이름이 타우포이다.
26,500년 전에 이 지역에서 일어났던 화산 폭발은 지난 7만년 동안 일어난 화산 폭발 중 가장 큰 규모의 화산 폭발이었다고 한다. 약 1,170 km3 정도의 용암 및 암석 등이 지하에서 분출되어 나오고 그로 인해 가라앉은 땅에 호수가 형성되었는데 이 칼데라 호수가 바로 타우포 호수이다. 그 후에도 이 지역에서는 28차례의 크고 작은 화산 폭발이 있었는데 그 중에서도 180년경에 발생한 화산 폭발은 지난 2만년 동안 일어난 화산 폭발 중 가장 큰 규모(100 km3 분출)였으며 같은 시기 중국과 로마의 하늘이 붉어졌다는 기록이 있는데 아마도 이곳에서의 화산 폭발 때문일 것이라고 생각되고 있다.

## 같이 보기
- 타우포 화산지대

## 갤러리

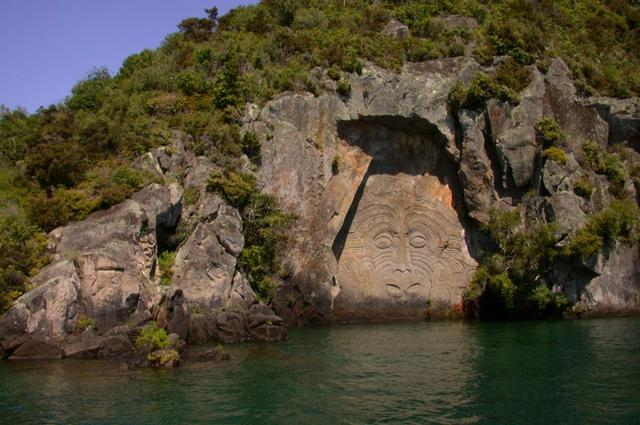
바위 조각
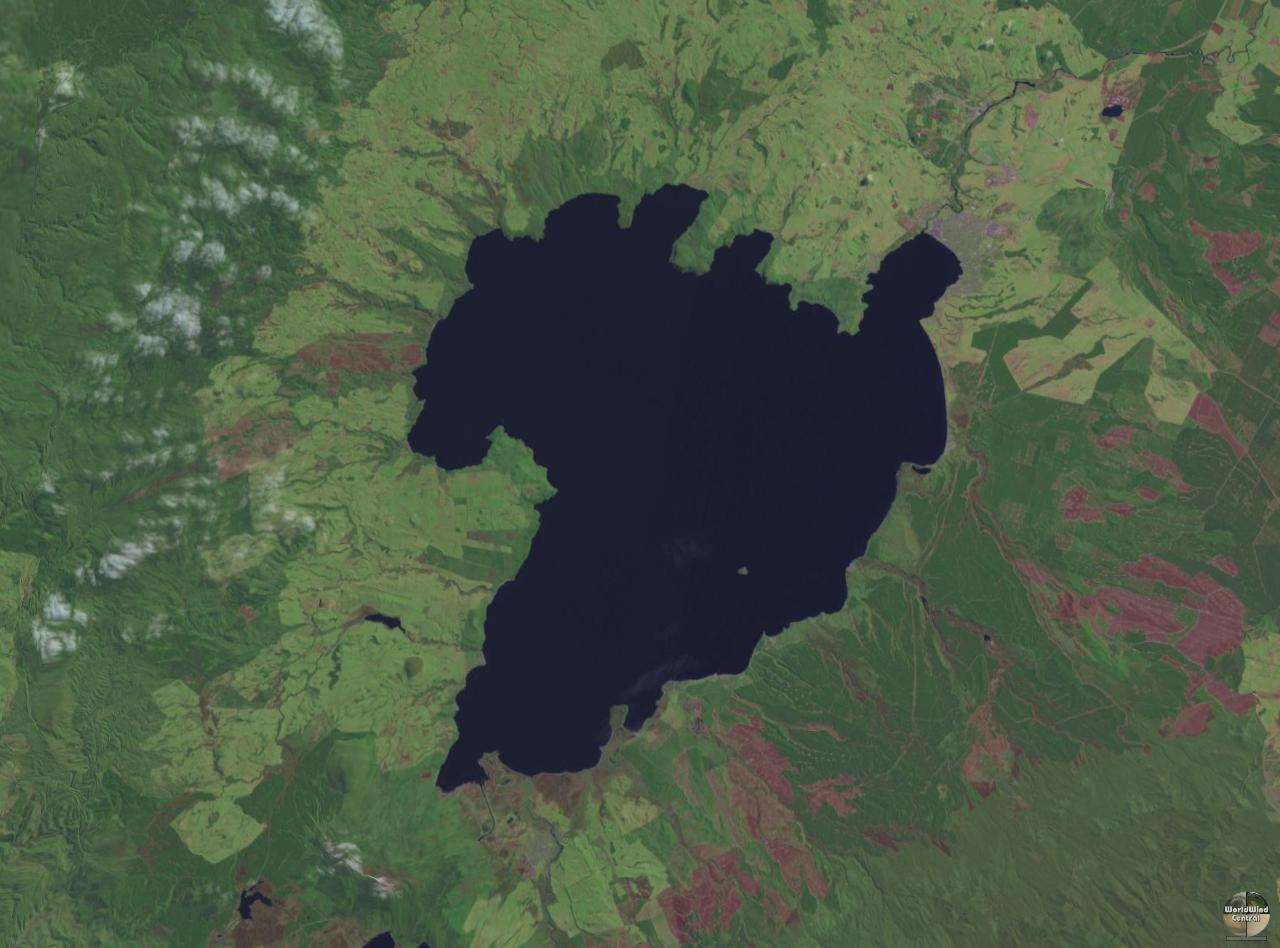
위성에서 찍은 타우포호 사진